# Tim Buck

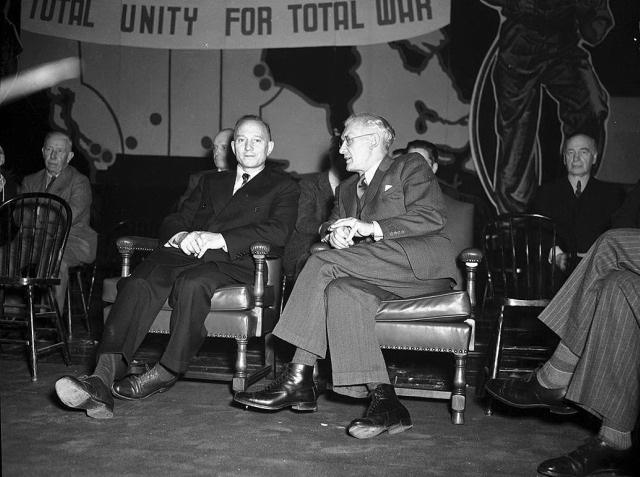
Tim Buck (links), 1942

Tim Buck (* 6. Januar 1891 in Beccles, Großbritannien; † 11. März 1973) war ein kanadischer kommunistischer Politiker. Er war von 1929 bis 1962 Generalsekretär der Kommunistischen Partei Kanadas (CPC).

## Leben
Buck, der 1910 nach Kanada emigrierte, war von Beruf Mechaniker und engagierte sich in der kanadischen Gewerkschaftsbewegung, bevor er 1921 zu den Mitbegründern der CPC gehörte. Als einer der Befürworter Stalins in Kanada ersetzte er 1929 die eher trotzkistisch orientierte Führung der Partei. 1931 wurde Buck unter dem Verdacht des Hochverrats verhaftet und verurteilt. Nach seiner Haftentlassung 1934 gewann er in Winnipeg mehr als 25 % der Stimmen bei der Unterhauswahl 1935. Obwohl er 1962 vom Vorsitz der Partei zurücktrat, behielt Buck bis zu seinem Tode 1973 eine bedeutende Stellung in der CPC.